# 细裂耳蕨
细裂耳蕨（学名：Polystichum wattii），为鳞毛蕨科耳蕨属下的一个植物种。